# 斯蒂芬·伍尔德里奇
斯蒂芬·伍尔德里奇（英語：Stephen Wooldridge，1977年10月17日—2017年8月14日），澳大利亚男子自行车运动员。他曾代表澳大利亚参加2004年夏季奥林匹克运动会自行车比赛，获得男子团体追逐赛金牌。